# Томпсон, Тайни
Сесил Ральф "Тайни" Томпсон (англ. Tiny Thompson; 31 мая 1903, Сандон, Британская Колумбия, Канада - 9 февраля 1981 Калгари, Альберта, Канада) — канадский профессиональный хоккеист, вратарь. Он провел 12 сезонов в Национальной хоккейной лиге, играя за «Бостон Брюинз» и за «Детройт Ред Уингз». Четырехкратный обладатель приза Везина Трофи, Томпсон был введен в Зал хоккейной славы в 1959 году. Он единожды становился обладателем Кубка Стэнли, будучи новичком «Бостон Брюинз» в сезоне 1928/29. В начале сезона 1938–39, после десяти полных сезонов в «Бостоне», его обменяли в «Детройт Ред Уингз», где он завершил сезон и отыграл еще один полный перед уходом на пенсию. За свою карьеру в НХЛ он отыграл 81 "сухой" матч, что является шестым результатом среди всех вратарей. После завершения игровой карьеры он тренировал команды низшей лиги, прежде чем стать известным профессиональным скаутом. Томпсон помог популяризировать технику «спасения перчаткой», заключающуюся в ловле шайбы руками. Он был первым вратарем в НХЛ, сделавшим результативную передачу в 1936 году, передав шайбу клюшкой другому игроку.

## Ранние годы
Томпсон родился в шахтерском поселке Сандон, Британская Колумбия. Он вырос в Калгари, Альберта, где в 1906 году родился его брат Пол, который также стал профессиональным хоккеистом. В детстве он любил играть в бейсбол и хоккей с шайбой. Первоначально Томпсон не был вратарем, хотя и согласился играть на этой позиции, чтобы участвовать в играх. Подростком, играя в хоккей с шайбой, он получил шуточное прозвище «Тайни» (англ. tiny; в переводе — крошечный) , так как был самым высоким игроком в команде, ростом 1,78 м; это прозвище закрепилось за ним до конца его карьеры.
Томпсон начал свою юношескую карьеру в возрасте 16 лет, играя за «Калгари Монархс» в 1919 году. Он сыграл в двух играх и пропустил 11 голов, что было приличным показателем в то время. Проведя сезон 1920–21, играя за «Калгари Альберта Грейн», Томпсон отыграл три сезона в Белвью. В сезоне 1924–25 он присоединился к «Дулут Хорнетс», сыграв 40 игр, в 11 из которых отыграл на ноль. В следующем сезоне Томпсон присоединился к команде  Американской хоккейной ассоциации (AHA)  «Миннеаполис Миллерс» . За три сезона с «Миллерс» он сыграл 118 игр, отыграв 33 на ноль и с общим коэффициентом надёжности 1,37 шайб за игру.

## Карьера в НХЛ

### Бостон Брюинз
Томпсон начал свою карьеру в НХЛ с командой «Бостон Брюинз» в сезоне 1928/29 после того, как его контракт был куплен бостонским менеджером Артом Россом. Несмотря на то, что он никогда не видел игры Томпсона, Росс слышал о хорошей репутации Томпсона в Миннесоте. В своей первой же игре Томпсон сыграл на ноль, став единственным вратарем Зала хоккейной славы, достигшим этого. В свой первый сезон он участвовал во всех 44 матчах «Брюинз», отыграв 12 раз на ноль и с общим коэффициентом надёжности 1,15 шайб за игру, что на сегодняшний день является четвёртым самым низким показателем в истории НХЛ, после Алека Коннелла с 1,12 шайб за игру и Джорджа Хейнсуорта с 1,05 и 0,98 шайб за игру. Хейнсворт установил свой рекорд тоже в сезоне 1928/29. Заняв первое место в Американском дивизионе, «Брюинз» показали отличные результаты в плей-офф на пути к своей первой победе в Кубке Стэнли, победив «Монреаль Канадиенс» и «Нью-Йорк Рейнджерс». Томпсон отыграл три матча плей-офф из пяти на ноль и пропустил только три шайбы.
В следующем сезоне Томпсон снова сыграл во всех 44 матчах «Брюинз», сыграв трижды на ноль и с общим коэффициентом надёжности 2.19 шайбы за игру. В этот сезон лига изменила правила передачи во время атаки, что привело к резкому увеличению забитых шайб. «Бостон» выиграл все игры, кроме шести, закончив с результатом 38–5–1 (победы-поражения-ничьи), что является рекордным процентом побед команды за сезон. Пропустив всего 98 голов, Томпсон обошёл голкипера «Чикаго» Чарли Гардинера и выиграл первый из своих четырех Везина Трофи. Везина Трофи присуждается лучшему вратарю лиги, который до сезона 1981/82 определялся  по количеству голов, пропущенных вратарями, сыгравшими минимум 25 игр. Однако в плей-офф в финале Кубка Стэнли «Брюинз» потерпели поражение от «Канадиенс» со счетом 2:0 в серии (это были единственные поражения в двух матчах подряд за сезон). Ранее в полуфинале плей-офф прервалась победная серия Томпсона из семи игр плей-офф; по состоянию на 2014 год она остается самой длинной победной серией в плей-офф вратаря новичка.
В сезоне 1930/31 он снова сыграл все 44 игры и был включен во вторую сборную всех звезд. В плей-офф «Бостон» проиграл в полуфинале «Монреаль Канадиенс»; во второй игре серии Томпсон стал первым вратарем, которого в конце игры заменили шестым нападающим, чтобы дать своей команде больше шансов забить гол. Несмотря на то, что «Бостон» все же проиграл, на следующий день маневр тренера Арта Росса был назван «удивительным», и эта техника, известная как «пустые ворота», завоевала популярность в остальной части лиги.
«Брюинз» впервые в карьере Томпсона пропустили плей-офф в сезоне 1931/32. В том сезоне он выиграл всего 13 игр, при этом участвуя в 43 из 48 игр «Бостона», и это был единственный раз, когда Томпсон пропустил игры в составе «Брюинз». В следующем сезоне «Бостон» снова вышел в плей-офф, уступив «Торонто Мэйпл Лифс». Финальная игра серии плей-офф была названа самой запоминающейся для Томпсона. Во время этой игры «Торонто» и «Бостон» сыграли вничью после основного времени, а дополнительное время продолжалось более 100 минут. Томпсон проводил «вратарскую дуэль» с вратарем «Торонто» Лорном Шабо. После окончания пятого дополнительного тайма менеджеры Конн Смайт из «Мэйпл Лифс» и Арт Росс из «Брюинз» попросили президента лиги Фрэнка Колдера приостановить игру, но Колдер отказался. В начале шестого овертайма передача защитника «Бостона» Эдди Шора была перехвачена, и Кен Дорати выехал один на один, чисто обыграв Томпсона и завершив матч на 5 минуте (4:46). Томпсон, проиграв во втором по продолжительности матче НХЛ, получил аплодисменты болельщиков в «Мэйпл Лиф-Гарденс» . Томпсон завершил серию плей-офф с коэффициентом надёжности 1,23 шайбы за матч.
Томпсон стал вторым вратарем, выигравшим два Везина Трофи в сезоне 1932/33 с момента его основания в сезоне 1926/27, поскольку он отыграл 11 матчей на ноль и с общим коэффициентом надёжности 1,76 шайб за игру. Пропустив плей-офф в сезоне 1933/34, в следующем сезоне «Брюинз» поднялись на первое место в Американском дивизионе, а Томпсон во второй раз был включен во вторую сборную всех звезд. В плей-офф «Брюинз» выиграли только одну из четырех игр; их единственная победа была, когда Томпсон отыграл на ноль. Он завершил плей-офф с коэффициентом надёжности 1,53 шайб за игру.
В сезоне 1935/36 Томпсон отыграл 10 матчей на ноль, но «Бостону» удалось выиграть только 22 из 48 игр. В течение сезона он сделал голевую передачу, что является редкостью для вратарей. В конце сезона он впервые попал в первую сборную всех звезд и в третий раз выиграл Везина Трофи, повторив рекорд Джорджа Хейнсуорта. Последующая серия плей-офф с двумя играми на количество шайб («Бостон» обычно играл в верхнем пути, где начинали с полуфинала и играли серию из 3 матчей на количество побед. В сезоне 1936 года «Брюинз» играли в нижнем пути, где начинают с четвертьфинала и играют два матча на количество забитых в двух играх шайб) с «Торонто Мэйпл Лифс» была серией контрастов, поскольку «Брюинз» проиграли 8–6. В первой игре «Брюинз» «засушили»  «Торонто» со счетом 3–0, а в другой игре проиграли 8–3. В 1937/38, последнем полном сезоне Томпсона с «Брюинз», он выиграл 30 из 48 игр, но «Бостон» снова проиграл «Мэйпл Лифс» в плей-офф. Томпсон установил новый рекорд, выиграв свой четвертый и последний Везина Трофи. Он также был включен в первую сборную всех звезд во второй раз.
Когда Томпсон покидал Брюинз, на его счету было 252 победы. Этот рекорд продержался 81 год, пока его не побил Туукка Раск. Томпсон также является бессменным лидером «Бостон Брюинз» по количеству матчей на ноль в регулярном сезоне с 74 матчами, что намного больше, чем у занявшего второе место Туукки Раска (52).

### Детройт Ред Уингз
Томпсон сыграл всего пять игр за «Брюинз» в сезоне 1938/39, поскольку «Бостон» решил заменить стареющего вратаря значительно более молодым Фрэнком Бримсеком, который был на 12 лет моложе его. В том же сезоне Бримсек привел «Брюинз» к победе в Кубке Стэнли, получил прозвище «Мистер Зеро», отыграв 10 матчей в регулярном сезоне на ноль, трофей Везина, впервые попал в первую сборную всех звезд и получил Колдер Трофи (приз лучшему новичку НХЛ). Чтобы освободить место для Бримсека, 16 ноября 1938 года Томпсона обменяли в «Детройт Ред Уингз» на Норми Смита и 15 000 долларов; Томпсон также получил бонус в размере 1000 долларов от Бостона.
Менеджер «Бостона» Арт Росс предсказал, что Томпсон, которому было 35 лет, будет играть за «Ред Уингз» как минимум еще пять сезонов; однако Томпсон отыграл в команде всего два сезона, прежде чем завершить игровую карьеру. «Ред Уингз» побили рекорд по количеству поражений в обоих этих сезонах, хотя оба раза выходили в плей-офф. В итоге Томпсон участвовал в 85 играх регулярного сезона за Детройт, со статистикой 32–41–12 (побед-поражений-ничьих), семь раз отыграл на ноль и с общим коэффициентом надёжности 2,54 шайбы за игру, а также в 11 играх плей-офф, отыграв со статистикой побед-поражений 5–6, с одним матчем на ноль и общим коэффицентом надёжности 2,41 шайбы за игру.

## Карьера после НХЛ
После ухода из профессионального спорта Томпсон стал главным тренером команды  «Баффало Бизонс» Американской хоккейной лиги (АХЛ) в сезоне 1940/1941. Он тренировал «Бизонс» 56 игр за два сезона. Оба раза «Баффало» не попало в плей-офф. Он появился в одной игре в качестве вратаря в сезоне 1940–41. Во время Второй мировой войны Томпсон служил в Королевских военно-воздушных силах Канады и работал тренером команды «Calgary RCAF Mustang» Высшей хоккейной лиги Альберты. Он привел «Mustangs» к серии плей-офф лиги в 1942–43 годах против «Calgary Currie Army team», в которой из-за травм вратарей «RCAF» Томпсону в марте 1943 года пришлось снова выйти на лёд. С Томпсоном в воротах  «Mustangs» победили Карри Арми со счетом 8–4 доведя счёт в пяти-матчевой серии до 2:2. Он сыграл решающий матч, но его команда не смогла выиграть титул Альберты, проиграв эту игру «Calgary Army» со счетом 3–1. После войны Томпсон стал главным скаутом команды «Чикаго Блэкхокс» в Западной Канаде. Он был одним из немногих скаутов того времени, которые стремились раскрыть личность игрока наряду с его игровыми способностями. Томпсон часто разговаривал с игроками, за которыми он наблюдал, пытаясь узнать их лучше.

## Наследие
Его 38 побед в сезоне 1929/30 были рекордом Бостона, который был побит только в сезоне 1982/83 Питом Питерсом (выигравшим 40 из 62 сыгранных игр). Его 14 побед подряд в том регулярном сезоне также установили рекорд НХЛ, который с тех пор побили еще 3 вратаря. Томпсон — бессменный лидер «Брюинз» по количеству матчей на ноль и коэффициенту надёжности. Томпсон удерживал рекорды по количеству сыгранных игр (468) и побед (252) среди вратарей Брюинз до 2019 года, когда оба рекорда были побиты Тууккой Раском. За всю свою карьеру в НХЛ Томпсон набрал 81 матчей на ноль , что является шестым за всю историю НХЛ, а завершая карьеру, он уступал только Джорджу Хейнсворту (у которого было 94). Он также провел семь матчей на ноль в плей-офф. Он занимает пятое место в истории по коэффициенту надёжности, пропуская в среднем всего 2,08 шайбы за игру.
В 1959 году Томпсон был вкдючен в Зал хоккейной славы. Он умер в Калгари 9 февраля 1981 года. У него остались жена Эдит и дочь Сандра.

## Достижения

### Командные

#### НХЛ
| Год  | Команда       | Достижение   |
| ---- | ------------- | ------------ |
| 1929 | Бостон Брюинз | Кубок Стэнли |

### Личные

#### НХЛ
| Год                    | Команда       | Достижение                                               |
| ---------------------- | ------------- | -------------------------------------------------------- |
| 1930, 1933, 1936, 1938 | Бостон Брюинз | Обладатель «Везина Трофи» (4)                            |
| 1931, 1935             | Бостон Брюинз | Попадание во вторую символическую сборную Всех звёзд (2) |
| 1936, 1938             | Бостон Брюинз | Попадание в первую символическую сборную Всех звёзд (2)  |